# Черноочене
Черноо́чене (болг. Черноочене) — село в Кирджалійській області Болгарії. Адміністративний центр общини Черноочене.

## Населення
За даними перепису населення 2011 року у селі проживали 316 осіб, усі — турки.
Розподіл населення за віком у 2011 році:
Динаміка населення: